# Cachoeira Véu de Noiva (Ibicoara)
A cachoeira Véu de Noiva é uma queda d'água brasileira localizada no município de Ibicoara, na parte sul do Parque Nacional da Chapada Diamantina, região central do estado brasileiro da Bahia.
Seu nome, segundo relatos de moradores, deriva do fato de, quando o rio fica mais volumoso em razão das chuvas, a espuma formada numa de suas quedas darem o aspecto de um véu usado pelas noivas.

## Características
É formada por uma sucessão de três quedas, sendo a maior delas com altura de 30 metros e com uma ampla piscina natural na sua base. Está num afluente do rio Julião.
Apesar de o acesso não ser dos mais difíceis, o lugar ainda é pouco visitado e, por não ter feito parte do ciclo do garimpo de diamantes, suas matas têm características da vegetação original. É uma das atrações turísticas do Parque Nacional e de Ibicoara, onde integra a chamada "Rota da Água", que passa pelo Parque Natural Municipal do Espalhado.

## Acesso
A trilha atravessa um cânion com cerca de 280 metros de altura (Cânion do Julião, onde também fica a Cachoeira da Fumacinha). O acesso tem início no povoado do Baixão e é considerada de nível difícil pois há trechos de escaldada.
Em razão da dificuldade nos trechos acidentados, é comum ocorrerem acidentes e o trajeto não deve ser feito em períodos chuvosos em razão da possibilidade de trombas d'água. O cânion possui uma mata preservada e exemplares da flora como as sempre-vivas, cuja exportação para a Europa quase provocou sua extinção, razão pela qual não podem ser colhidas. O camping na trilha não é permitido.